# Notre Dame des barjots
Pour plus de détails, voir Fiche technique et Distribution.
Notre Dame des barjots est un téléfilm français réalisé par Arnaud Sélignac, diffusé le 2 avril 2010 sur France 2.

## Synopsis
Véra Cabral, psychiatre urgentiste, est appelée un soir par son chef, le puissant docteur Russel : ce dernier vient de découvrir son fils en état de choc auprès d'une jeune femme assassinée et mutilée. Véra se voit demander de diagnostiquer la folie pour sauver le jeune homme de la prison et le père du déshonneur. Elle s'exécute par loyauté, mais se pose rapidement des questions.

## Fiche technique
- Réalisateur : Arnaud Sélignac
- Scénario : Dominique Garnier, d'après le roman éponyme de Virginie Brac
- Musique du film : Fabrice Aboulker
- Directeur de la photographie : Eric Guichard
- Montage : Frédéric Massiot
- Coordinateur des cascades : Patrick Cauderlier
- Société de production : France 2
- Pays d'origine : France
- Genre : Thriller
- Durée : 90 minutes
- Date de diffusion : 2 avril 2010 sur France 2.

## Distribution
- Zabou Breitman : Véra Cabral
- Catherine Jacob : Lieutenant Sanchez
- Aladin Reibel : Russel
- Pierre Cassignard : Marc
- Bastien Bouillon : Fred
- Nadia Fossier : Sabine
- Martin Pautard : Loïc
- Mika Tard : Natacha
- Fabienne Chaudat : Bibou
- Xavier Aubert : Galeac
- Isabelle Vitari : Linda
- Cyril Coupé : Marc jeune
- Serge Dupuy : Rémy